# Champagne Moments
«Champagne Moments» es una diss track del rapero estadounidense Rick Ross dirigida al rapero canadiense Drake. Se trata de una respuesta a «Push Ups», horas después de que se filtrara la canción. «Champagne Moments» se lanzó el 13 de abril de 2024 y se lanzó a plataformas de transmisión dos días después. Muestra la canción de 1975 «Je Ne Suis Que De L'Amour» de Paul Mauriat y un clip de Drake actuando en un concierto diciendo que Rick Ross es su «rapero favorito para rapear en cualquier canción».

## Video musical
Se desarrolla en un hangar de aviones con Ross sentado en un taburete mientras fuma marihuana, detrás de él hay un Chevrolet Bel Air y al lado hay botellas de alcohol, específicamente Luc Belaire Rare Rosé y Bumbu Rum, los cuales Ross respalda y debajo está un cartel que promociona la tercera edición anual de Rick Ross Car & Bike Show.

## Portada
La portada original mostraba a una persona blanca que se parece a Drake. Los orígenes de la portada se remontan a 2014, cuando un usuario de Twitter mostró la foto original mientras decía «por favor, tómate un momento para disfrutar: un tipo blanco que parece Drake». El 9 de junio de 2024, la portada se cambió a una caricatura de un Drake de cabello rubio con gafas y traje.

## Secuelas
Drake respondería más tarde con su diss track «Family Matters» el 3 de mayo de 2024 y The Game luego atacaría a Rick Ross con su tema de distorsión «Freeway's Revenge» el 10 de mayo de 2024.